# Vladislav Sapeya
Vladislav Vladimirovich Sapeya (en biélorusse, Владислав Владимирович Сапея, né le 11 juin 1943 à Vileïka, voblast de Minsk) est un athlète biélorusse concourant pour l'Union soviétique, spécialiste du sprint.
Il participe aux Jeux olympiques de Mexico sur le 100 m, après avoir remporté le 100 m lors de l'édition de la Coupe d'Europe des nations d'athlétisme 1967. Il a égalé le record d'Europe en 1968 en 10 s 0 à Leninakan.